# Lista de membros da Royal Society eleitos em 1711
Esta é uma lista de Membros da Royal Society eleitos em 1711.

## Fellows
- Fettiplace Bellers (1687 - 1752)
- Ludwig Friedrich Bonet (m. 1773)
- William Cheselden (1688 - 1752)
- Peter Colleton (1643 - 1718)
- Roger Cotes (1682 - 1716)
- John Craig (m. 1731)
- Walter Douglas (1670 - 1739)
- Thomas Greene (FRS) (m. 1745)
- Samuel Hill (1648 - 1716)
- William Jones (1675 - 1749)
- Linda (fl. 1711)
- Alexander Sandilands (m. 1760)
- Marmaduke Wyvill (m. 1722)